# Changdeokgung
Changdeokgung är ett palats som ligger i Seoul i Sydkorea. Det är ett av de så kallade fem ståtliga palatsen som byggdes av kungarna under Joseondynastin. De fem kungliga palatsen utgörs av Changdeokgung, Changgyeonggung, Deoksugung, Gyeongbokgung och Gyeonghuigung. Det var huvudresidens åt kungafamiljen mellan 1618 och 1868, och mellan 1919 och 1989. 
Changdeokgung sattes 1997 upp på Unescos världsarvslista.

## Historia
Changdeokgung var det nästa äldsta av Joseondynastins fem palats efter Gyeongbokgung. Arbetet med Changdeok påbörjades 1405, och det stod färdigt 1412 då huvudporten Tonwhamun uppförts. 
Under Japans invasion 1592 brändes palatset ner till grunden. Det rekonstruerades 1609 av kung Sonjo och kung Kwanghaegun. Kung Sejo (1567-1608) utökade palatsets område till omkring 500 000 kvadratmeter. 
Det blev 1618 kungafamiljens huvudresidens, då Gyeongbokgung, som också hade bränts ned, inte byggdes upp igen. Palatset brändes åter ner 1623 i samband med Injos politiska revolt mot Gwanghaegun, men återuppbyggdes ännu en gång. Under mer än 300 år var Changdeokgung platsen för det kungliga hovet, fram till år 1868, när Gyeongbokgung hade återuppbyggts. Det koreanska hovet bodde sedan i Gyeongbokgung mellan 1868 och 1895. 
Hovet återvände till Changdeok från Deoksugung efter mordet på drottning Min Myongsong i Gyeongbokgung 1895. Kungafamiljen fortsatte att bo där under japansk övervakning under den japanska koloniseringen av Korea 1910-1945. Japanernas marionettkung Sunjong avled där 1926. Likt de andra kungliga palatsen krympte de under den japanska ockupationen då vissa byggnader som ingick i palatskomplexet revs, men då det fortfarande beboddes av kungafamiljen blev det dock inte lika skadat som andra kungliga palats. 
Olika medlemmar av den före detta kungafamiljen bodde i Changdeok fram till 1989, bland dem prinsessan Deokhye, Yi Bangja, Sunjeong och kronprins Yi Un. Efter 1989 har det använts som museum.

## Byggnader
Idag omfattar palatset 13 byggnader; därtill finns 28 paviljonger i dess trädgårdar, som totalt upptar en yta av 450 000 kvadratmeter. Här finns Donhwa-mun (uppfört 1412 och återuppbyggt 1607 med en kopparklocka med en vikt på nio ton), Injeong-jeon (huvudsalen), Seongjeong-jeong (mottagningsrum intill huvudsalen), Hijeong-dan (kungens privata bostad, senare använd som konferenssal), Daejo-jeon (bostadskvarter), Nakseon-jae (före detta bostad för kejsarfamiljen) och Biwon (hemliga trädgården).
Omgivningarna runt palatset och själva palatset kompletterar varandra väl. Några av träden bakom palatset är mer än 300 år gamla. 

## Galleri

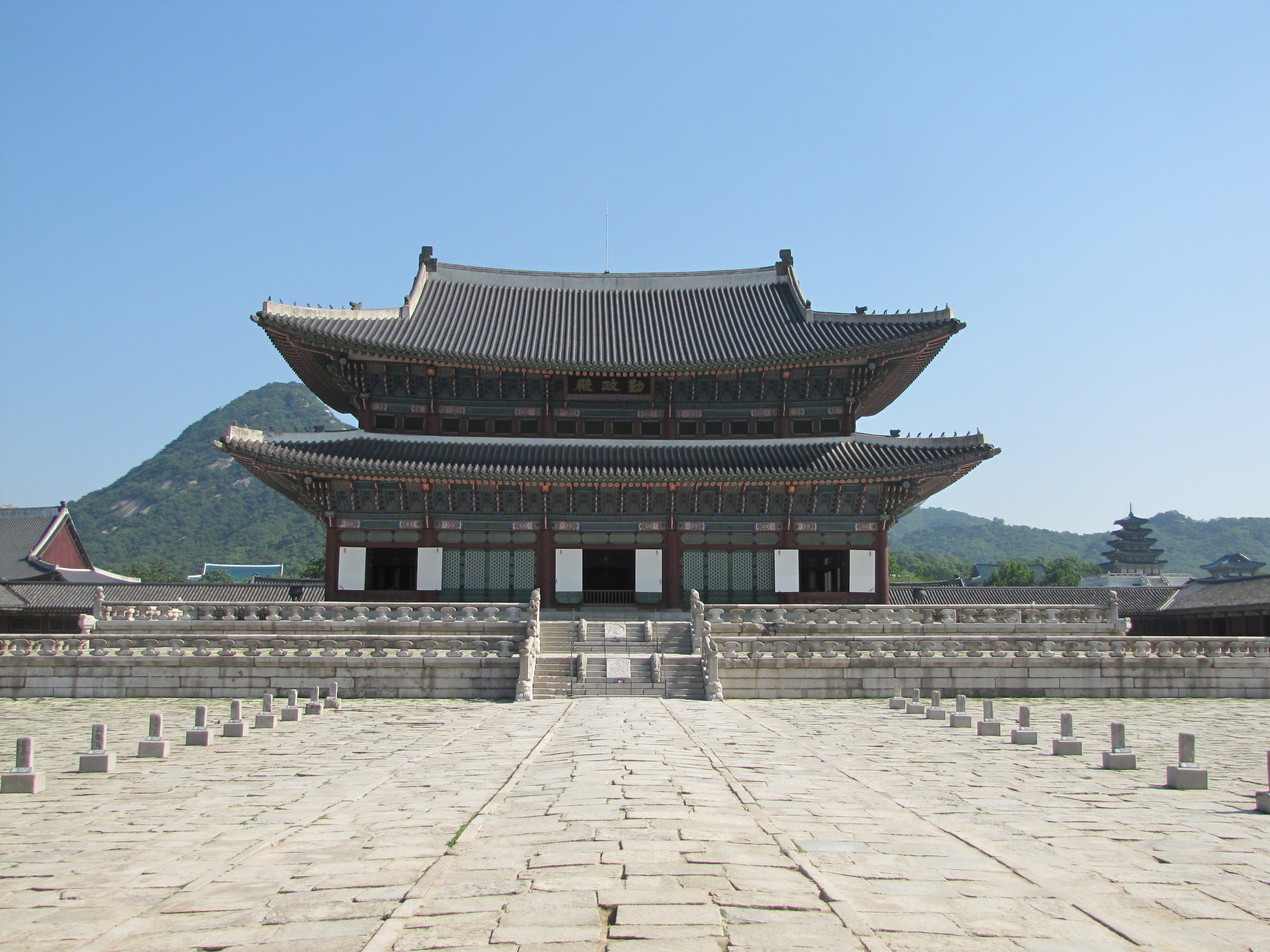
Changdeok Palace, Seoul.
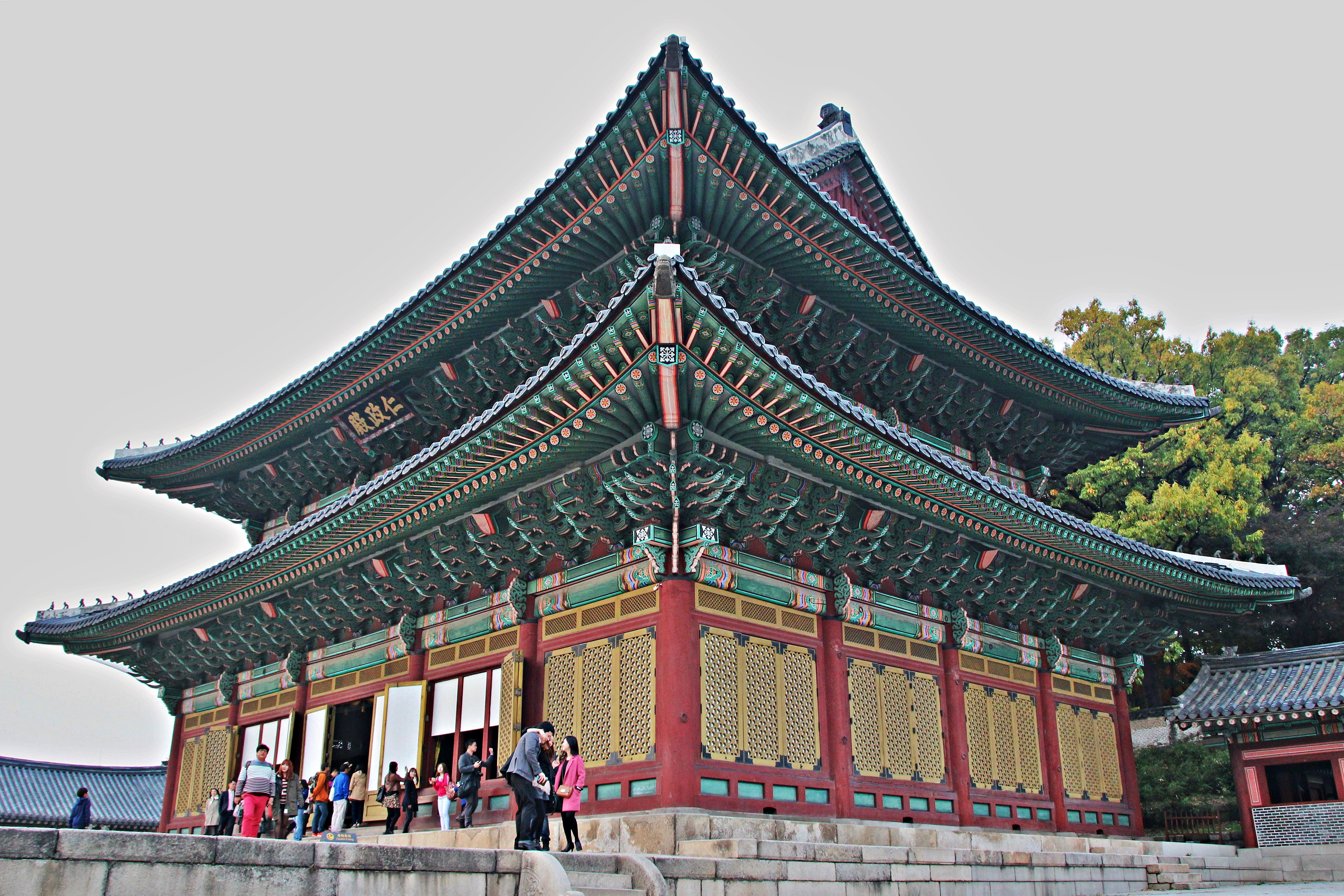
Injeongjeon (인정전) side view
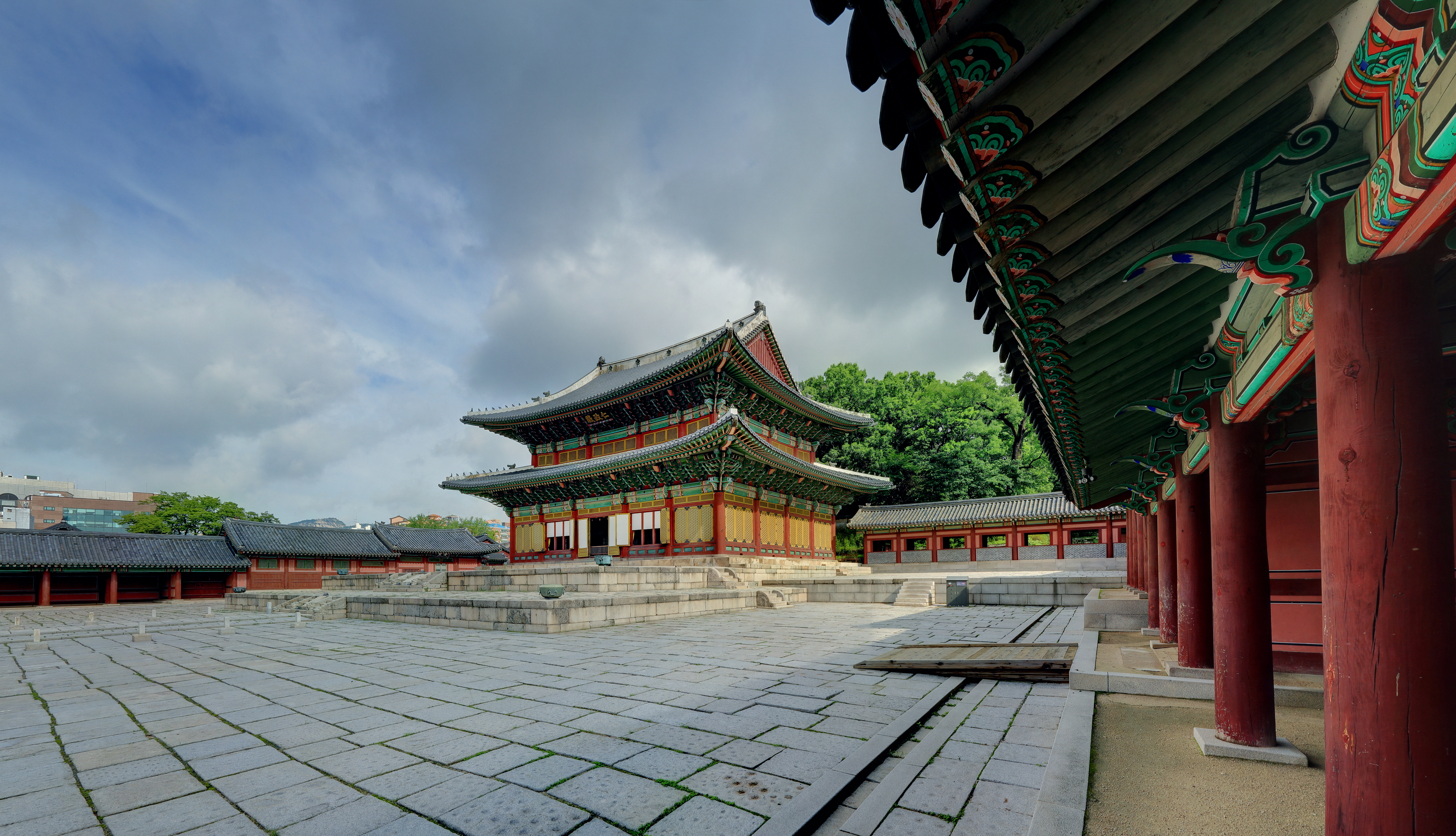
창덕궁 인정전 (2013)
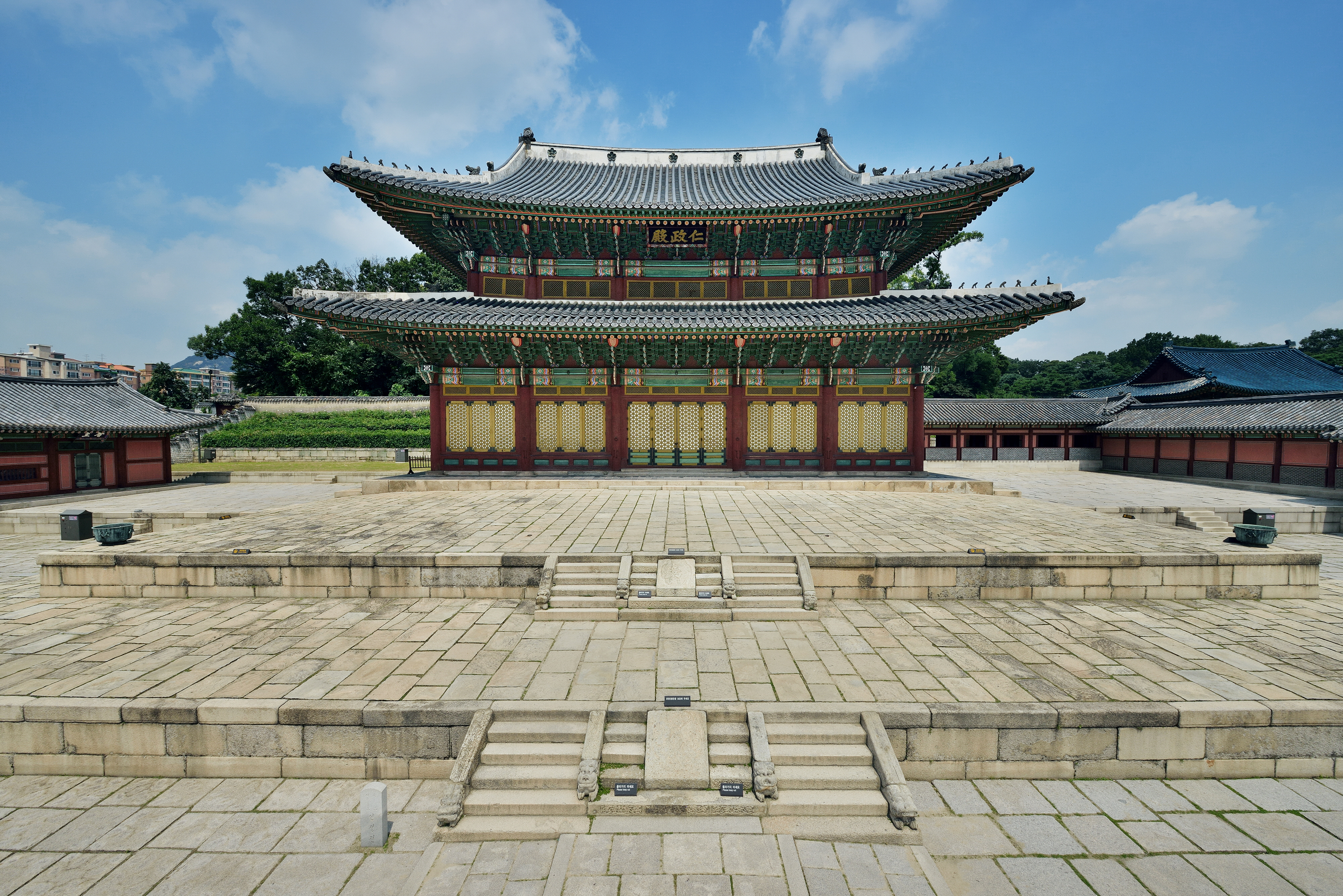
창덕궁 인정전 전경 (2013)
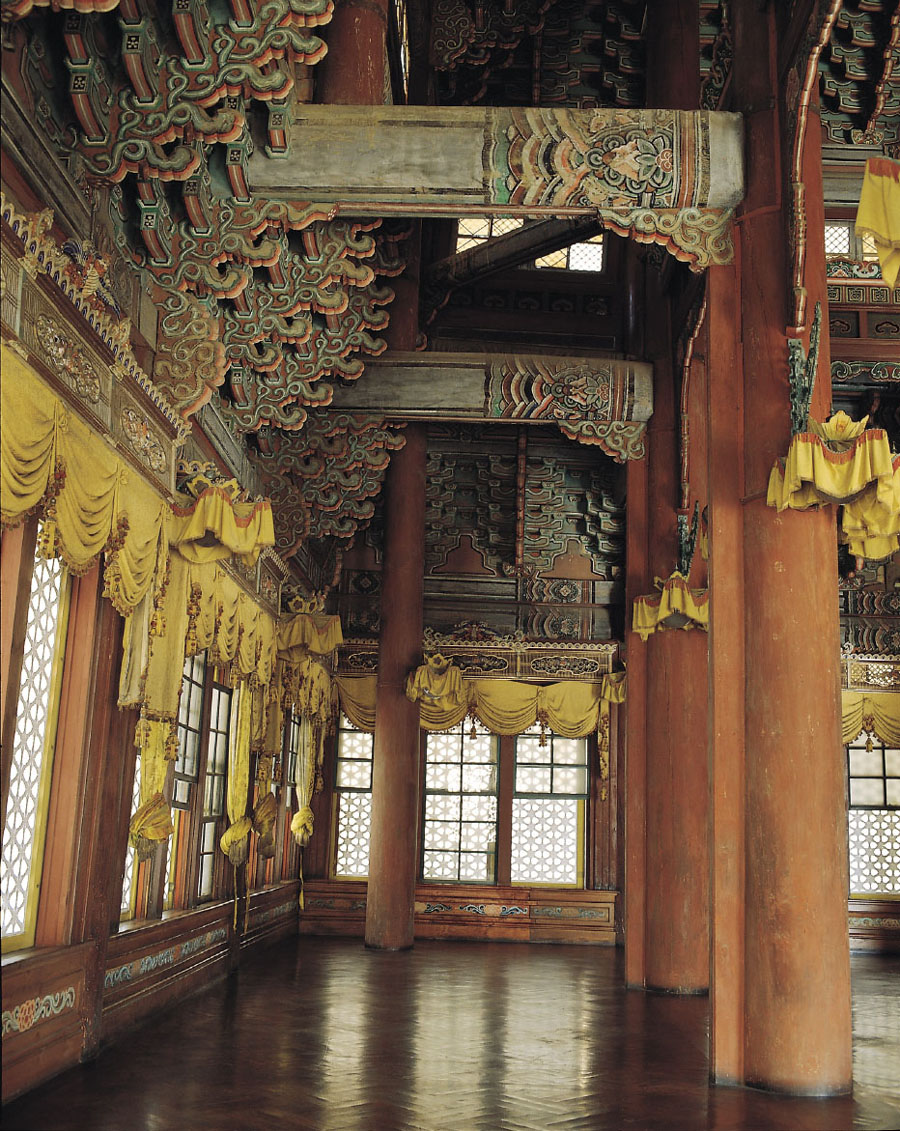
창덕궁 인정전 내부가구
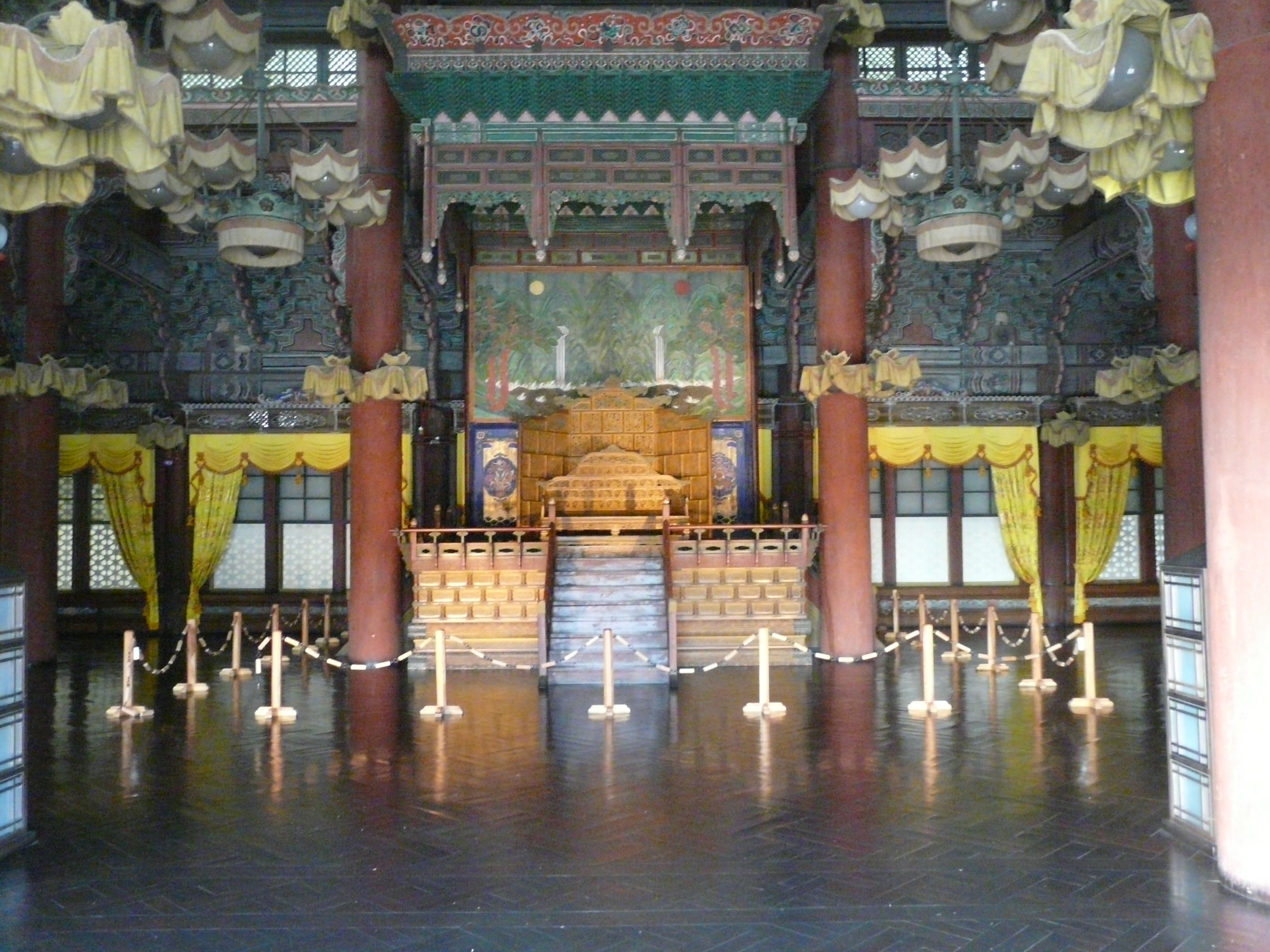
Changdeokgung Palace Oct 2014 023
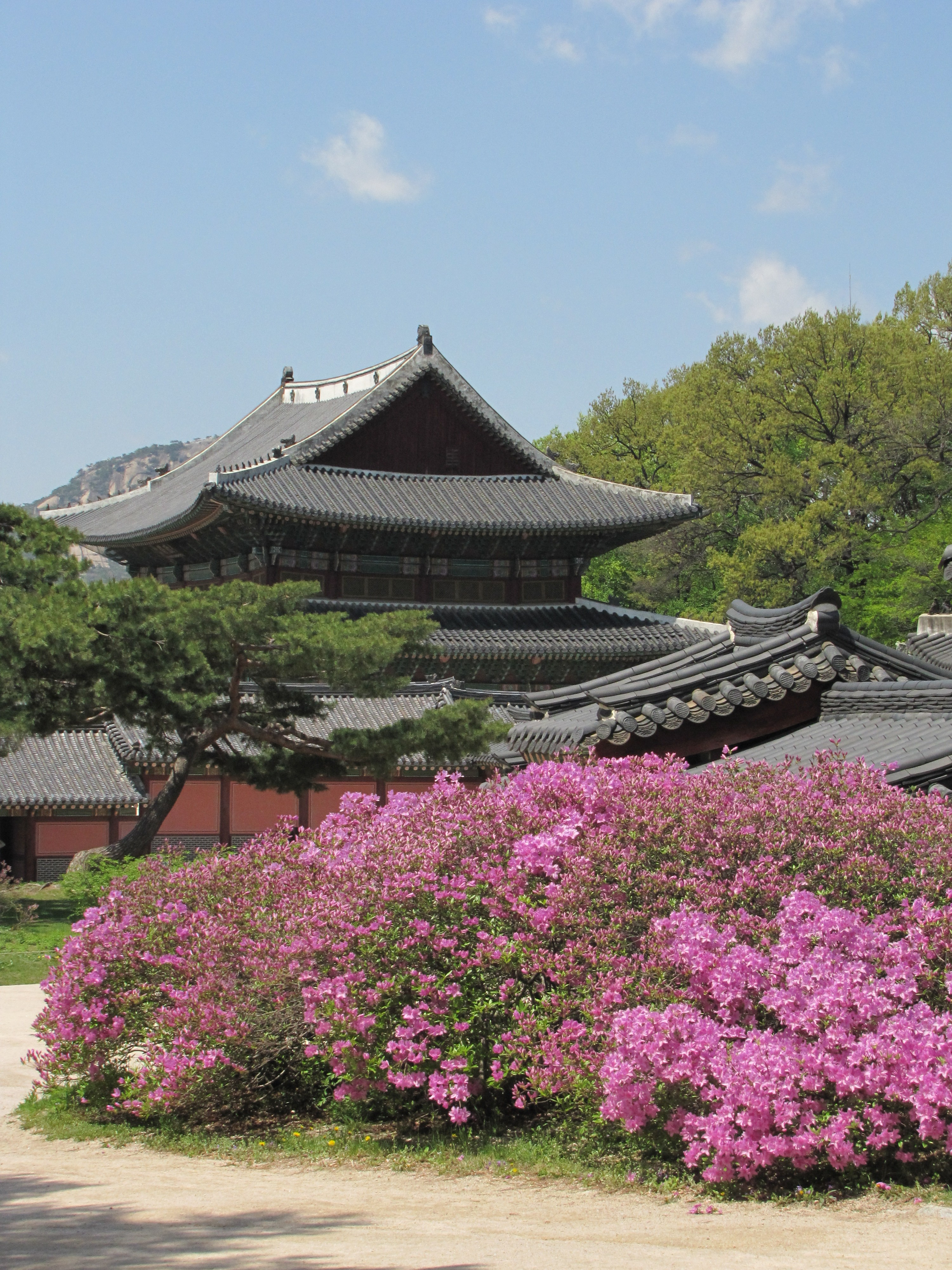
Cheongduk Palace, Seoul
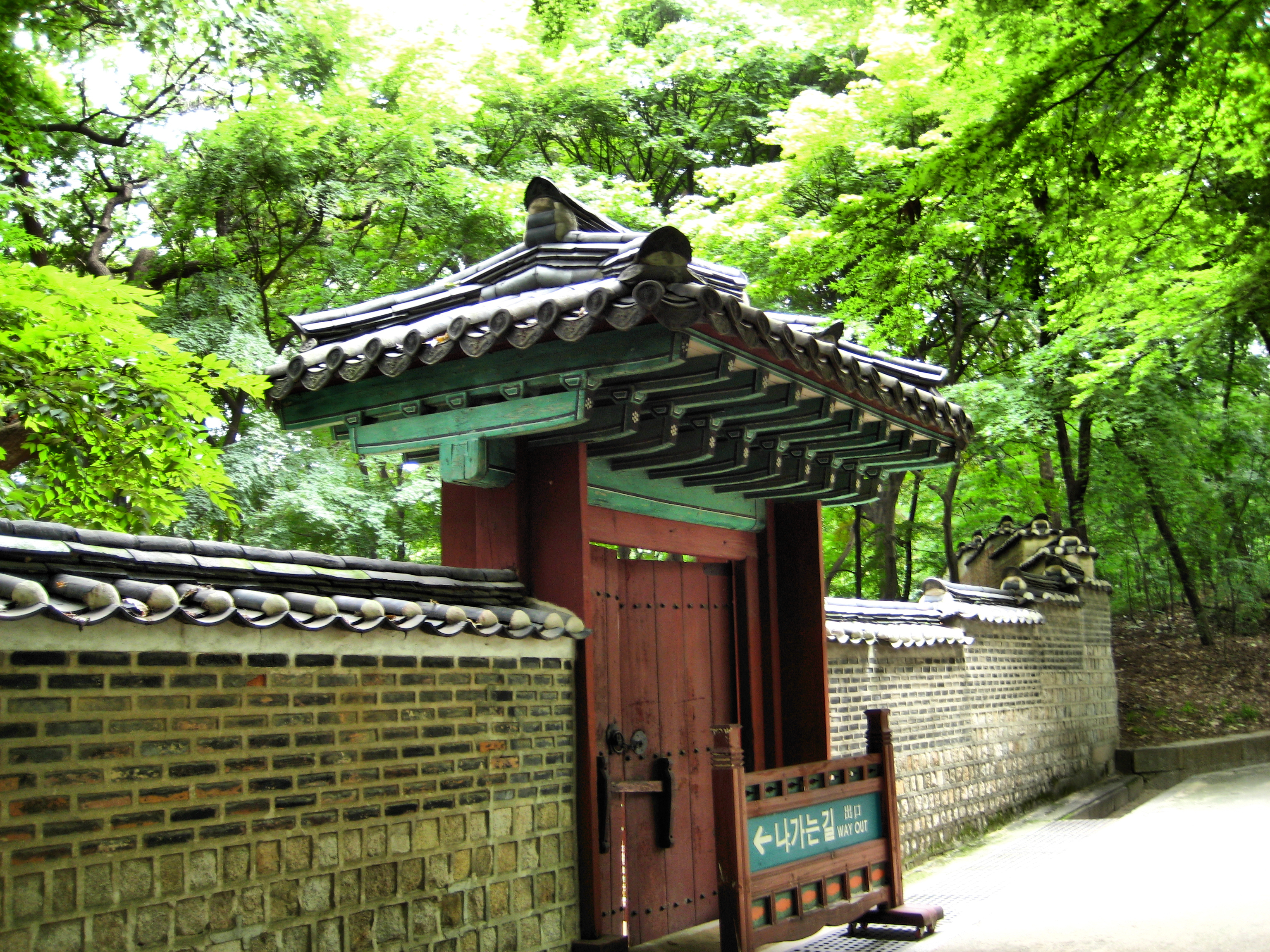
Changdeokgung Secret Garden (1509168035)
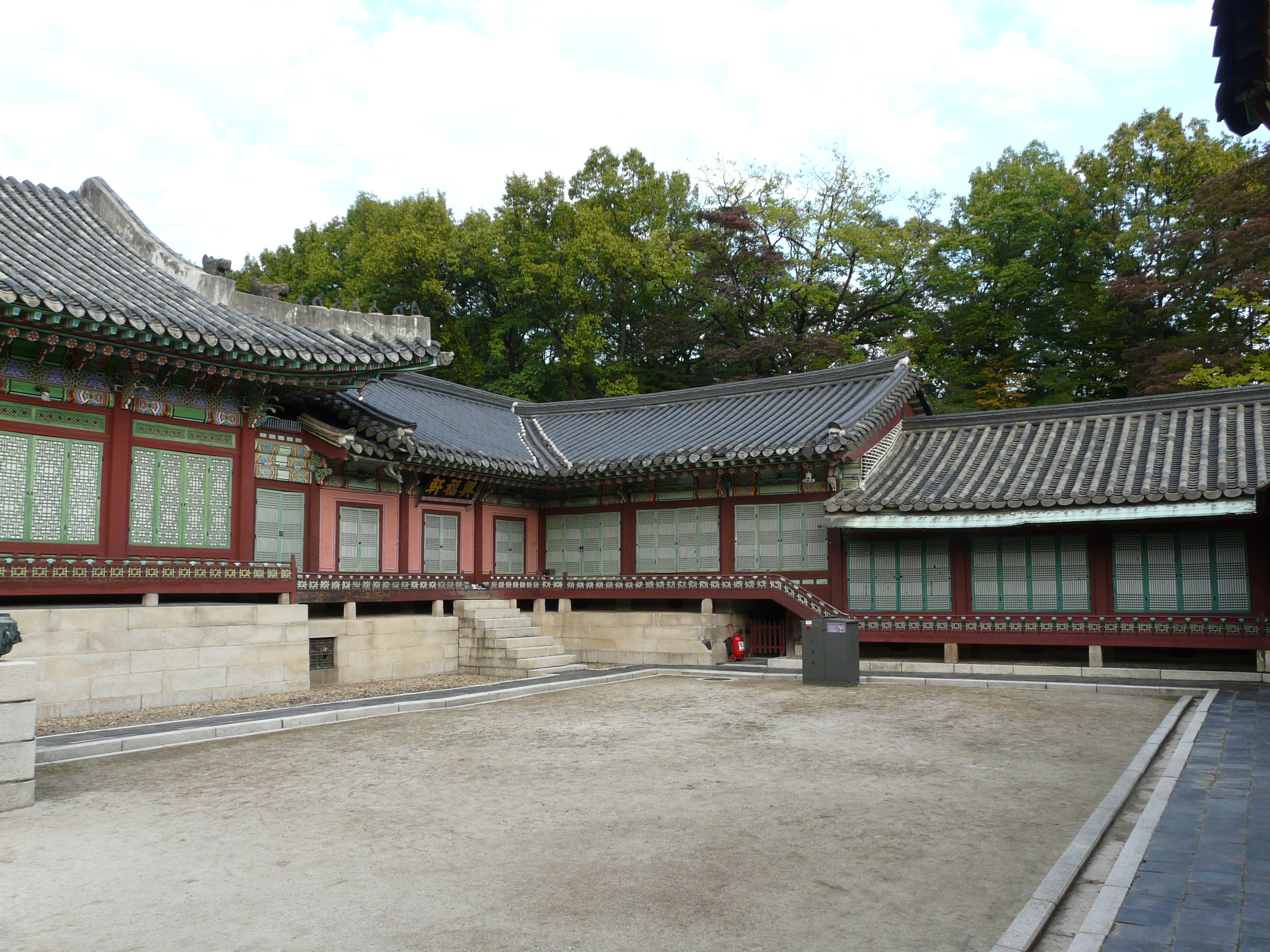
Changdeokgung Palace Oct 2014 063
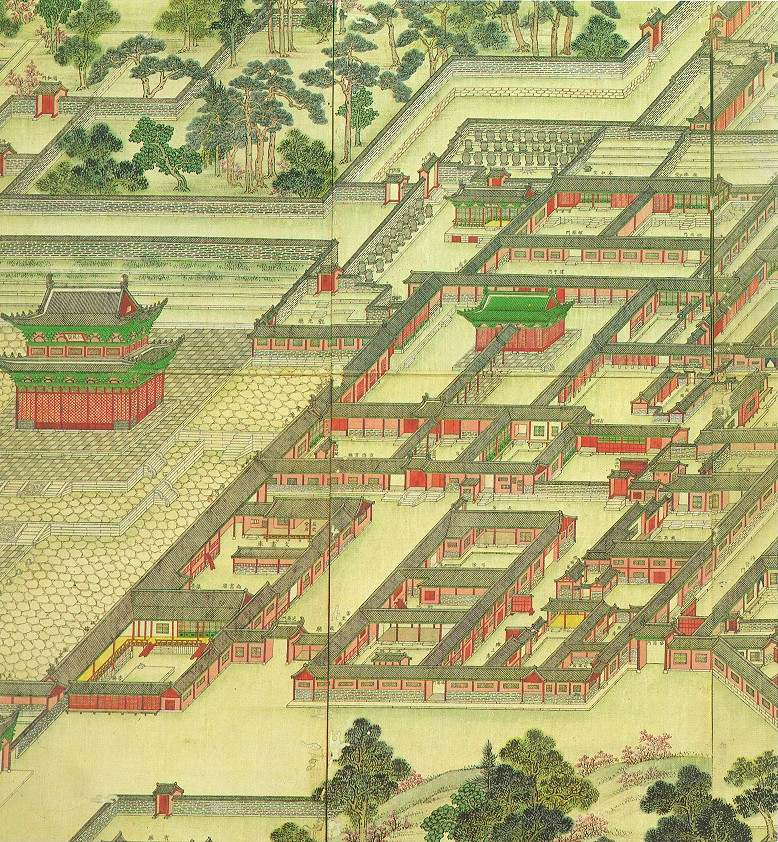
Korean art-Donggwoldo detail-Changdeokgung-Seonjeongjeon and its vicinity-01
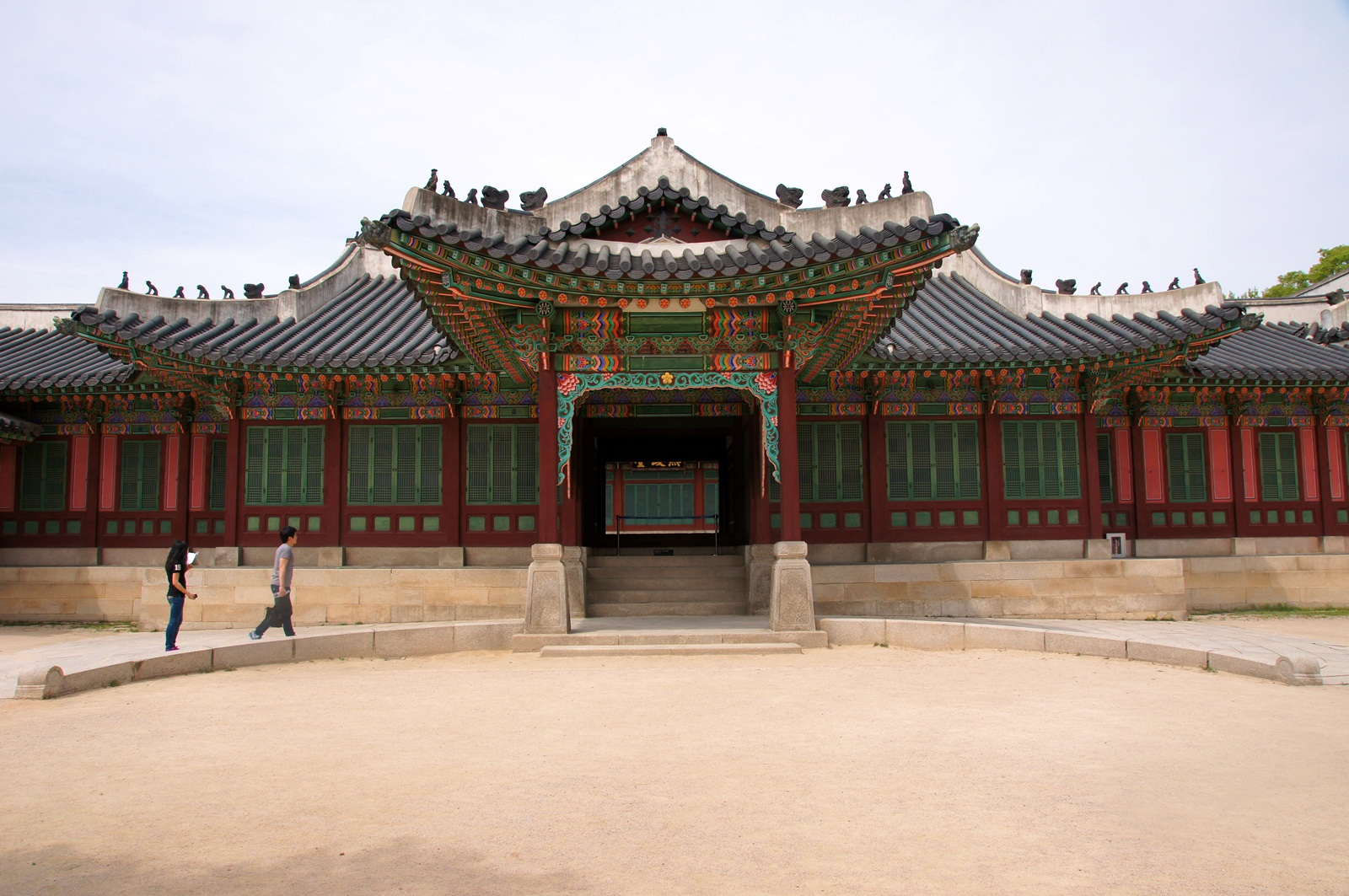
창덕궁 일원
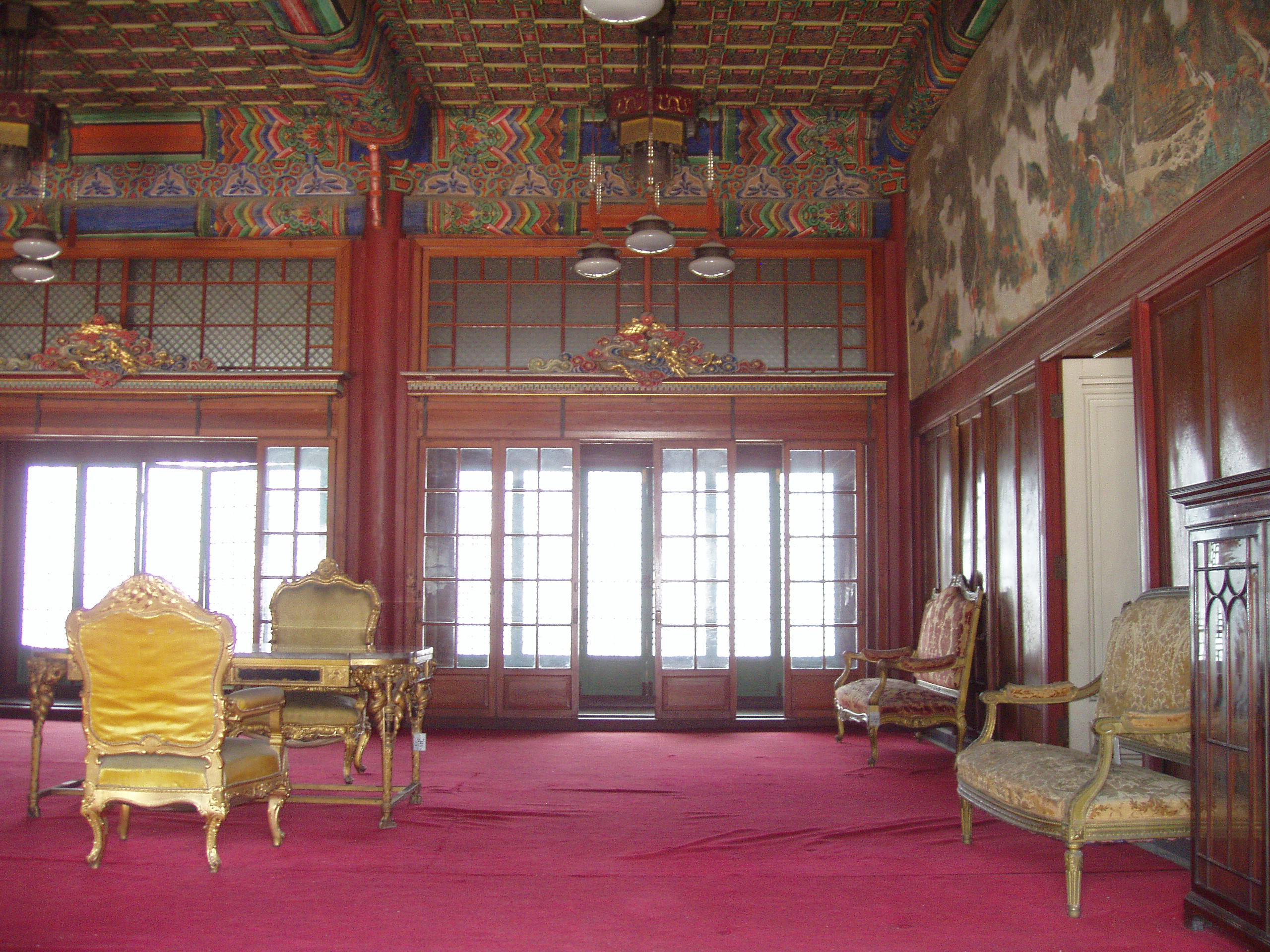
Huijeongdang (interior), Changdeokgung - Seoul, Korea
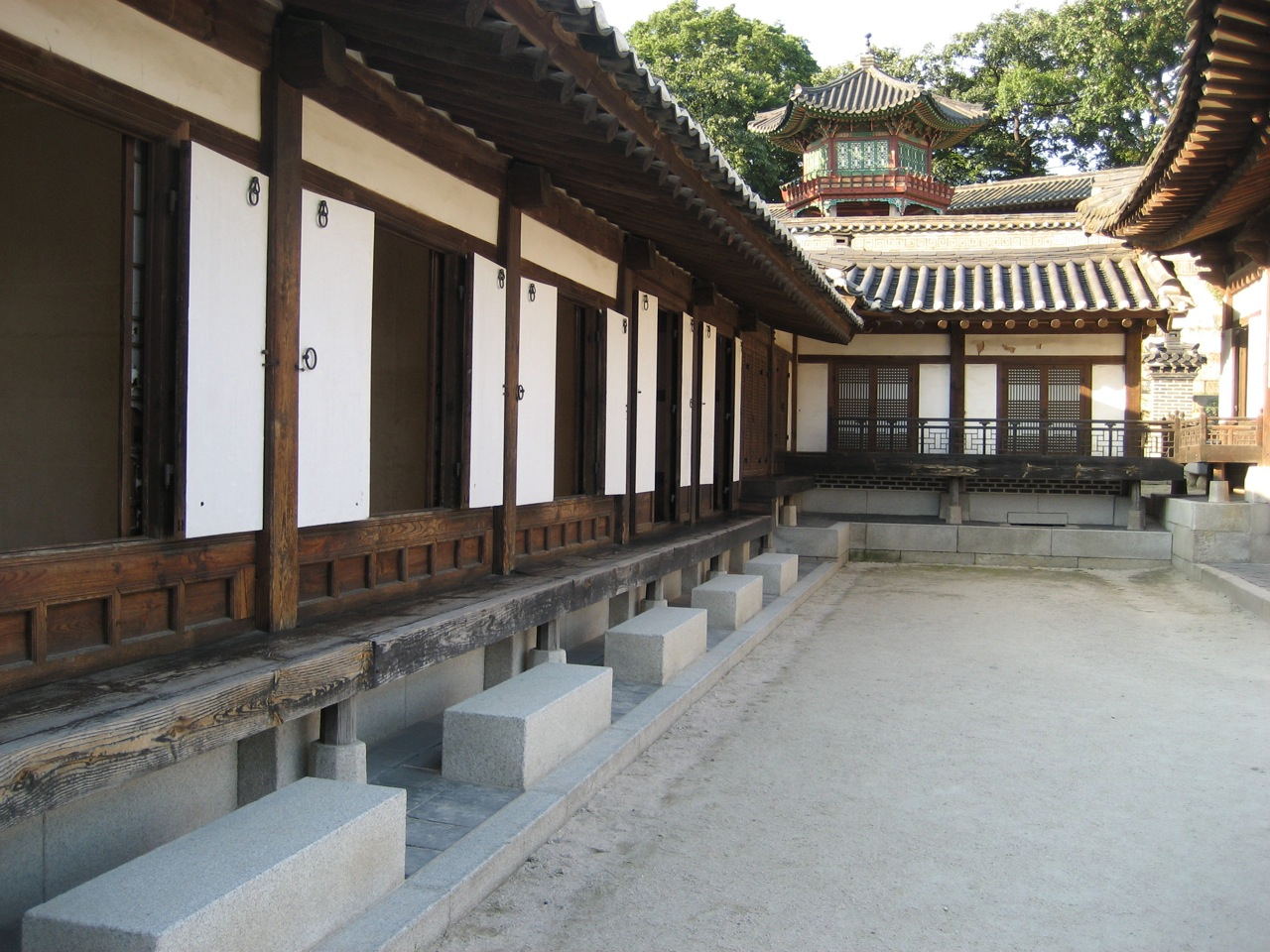
Korea-Seoul-Changdeokgung-03
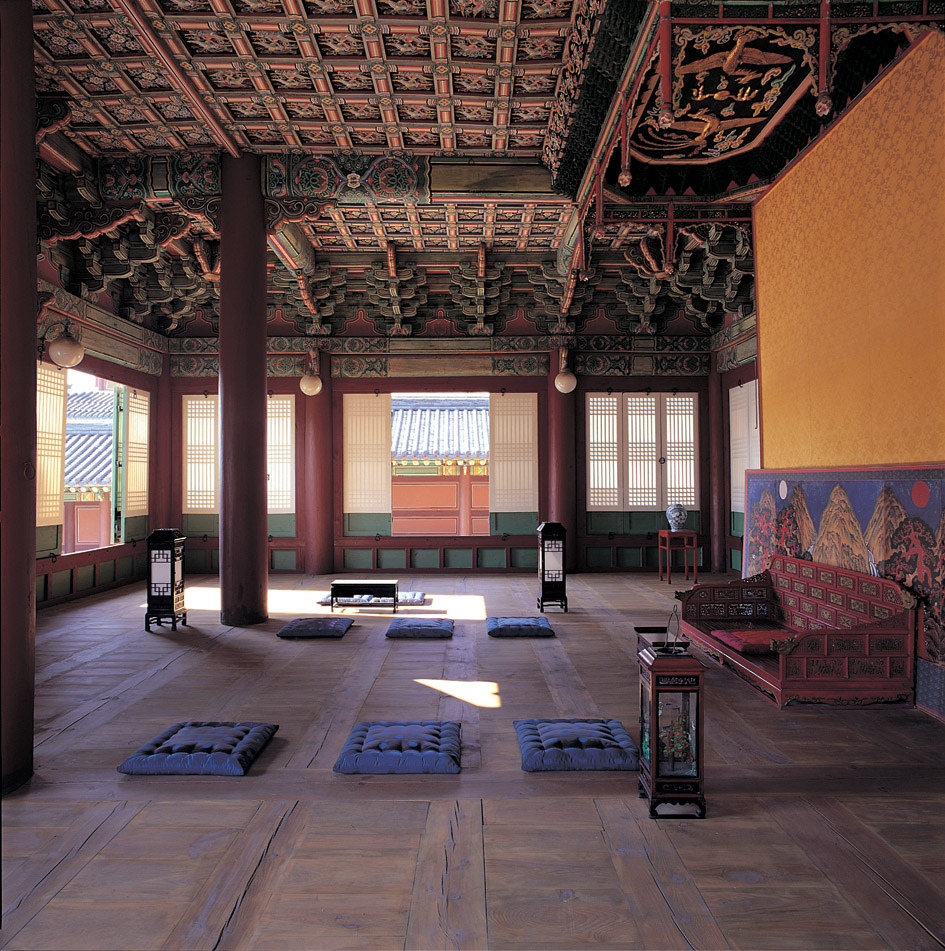
창덕궁 선정전 내부
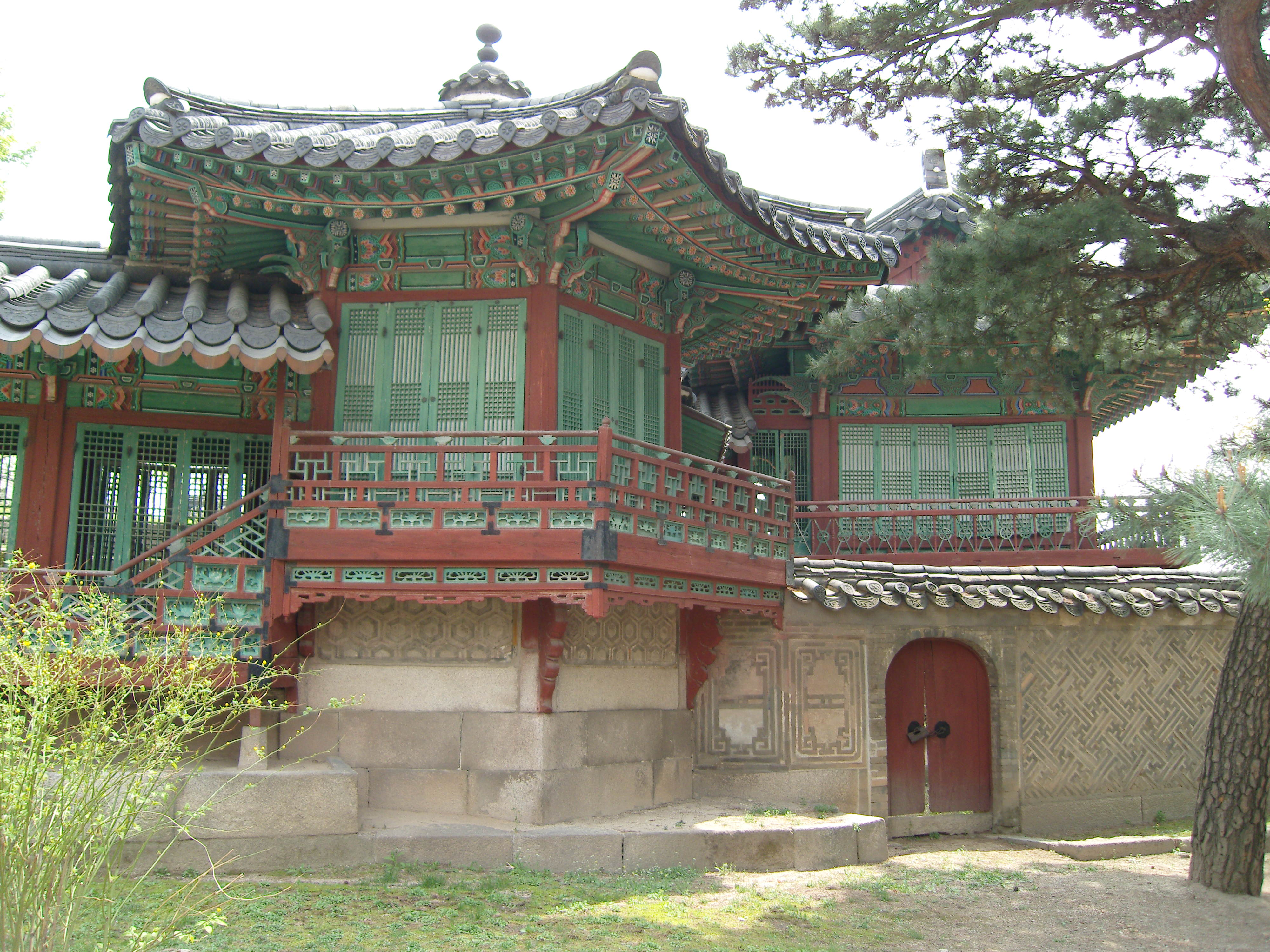
Korea-Seoul-Changdeokgung-Seunghwaru-03